# Каскавел (агломерация)
Каскавел (порт. Região Metropolitana de Cascavel)  —  крупная городская агломерация в Бразилии. Центр — город Каскавел. Входит в штат Парана.
Население составляет 509 101 человек на 2014 год. Занимает площадь 10562,37 км². Плотность населения — 48,2 чел./км² в 2014 году.
Включает 23 муниципалитета, в том числе город Каскавел и другие.